# Grasmeerwiesen

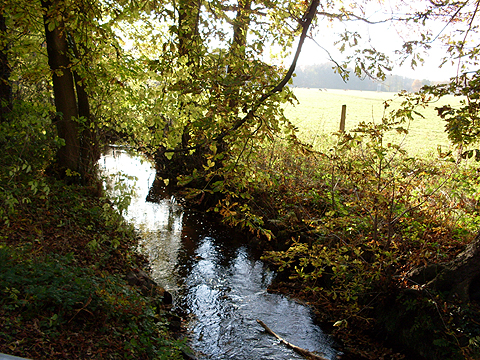
Erlenwald mit Rodenbach

Bei den Grasmeerwiesen handelt es sich um ein Naturschutzgebiet in Verl, Kreis Gütersloh, Regierungsbezirk Detmold, mit einer Größe von 131 Hektar. Es ist damit eines der größeren Feuchtwiesenschutzgebiete im Kreis Gütersloh. Das Gebiet wurde am 26. Januar 1989 mit einer Fläche von 128 Hektar ausgewiesen und am 13. November 1992 um 3 Hektar erweitert. Es wird mit der Nummer GT-003 geführt.
Die Grasmeerwiesen stellen einen größeren zusammenhängenden Grünlandkomplex dar, der vor allem eine hohe
Bedeutung als Lebensraum gefährdeter Wat- und Wiesenvögel aufweist. In einer Erhebung im Jahr 2000 konnten
über 40 verschiedene Brutvogelarten im Gebiet nachgewiesen werden.

## Charakteristik
Das ausgewiesene NSG befindet sich im Bereich der Stadt Verl südwestlich des Ortsteils Kaunitz. Während sich am Rande des NSG überwiegend Ackerflächen finden (diese machen 15 % der Gesamtfläche aus), ist der innere Bereich durch extensive Grünlandnutzung geprägt. Zudem wurden zum Zwecke der Wiederverwässerung künstliche Blänken angelegt, was die Ansiedlung seltener Pflanzenarten förderte.
Neben der Wiesenlandschaft befindet sich im Gebiet auch ein naturnaher, feuchter Erlenwald sowie zahlreiche Baumreihen entlang von Bächen und Gräben. Zu den Bächen, welche die Grasmeerwiesen durchfließen, gehören der Wapelbach und der etwas nördlicher verlaufende Rodenbach. Aufgrund der in beiden Gewässern nachgewiesenen Fischfauna wurden diese gemäß der FFH-Richtlinie an die Europäische Kommission gemeldet. Dies hatte neben Bewirtschaftungseinschränkungen auch ein Grünlandumwandlungs- und Entwässerungsverbot zur Folge.

## Flora
Im Bereich der insgesamt vier im Gebiet angelegten Blänken konnten Gelb-Seggen, Sumpf-Quendel und Nadelsimse nachgewiesen werden.

## Fauna
Zu den gefährdeten Arten innerhalb der nachgewiesenen Avifauna zählen der Große Brachvogel, der Kiebitz, das Rebhuhn, der Kleinspecht, der Sperber, die Dorngrasmücke und die Schafstelze. Im Gegensatz dazu hat die Bekassine dem negativen Trend im Kreis Gütersloh folgend die Grasmeerwiesen als Brutplatz verlassen. Im Rodenbach sowie in der Wapel konnten das Bachneunauge und die Groppe nachgewiesen werden.